# Plantago alpina
Plantago alpina és una herbàcia de la família de les plantagiàcees.

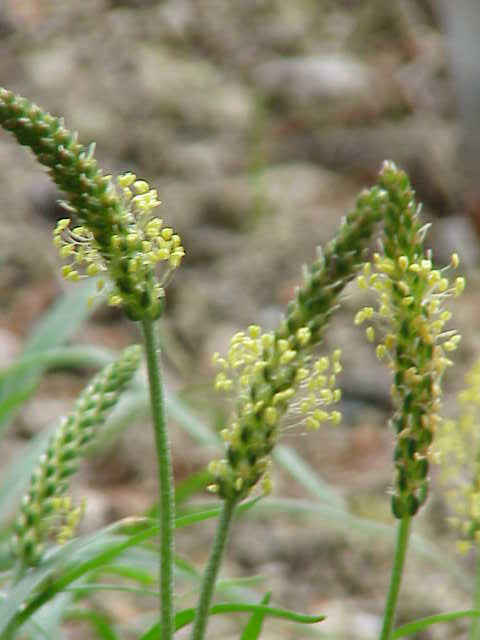
Inflorescència

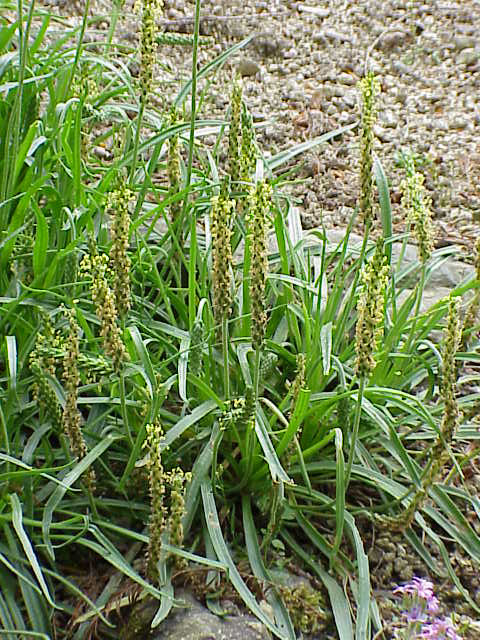
Vista de la planta

## Descripció
És una herba perenne, que ateny una alçària de fins a 30 cm, sense tija. Les fulles estan disposades en diverses rosetes basals, linears, de vegades amb alguna d'estretament lanceolada, agudes, abruptament contretes en l'àpex, senceres, de vegades denticuladas fins a amb 4 parells de dentetes, amb 1-3 nervis, planes, de consistència herbàcia, de pubescents a glabres, amb pèls fins a de 0,7(1) mm, ± patents. La inflorescència és una espiga cilíndrica, de vegades ovoide, compacta; amb bràctees lanceolades a ovado-acuminades, agudes. El fruit és un pixidi de 2,2-3 × 1,5 mm, amb 2-4 llavors, glabre, exceptat d'uns pocs pèls a la base de la resta estilar. Llavors hemielipsoidales, amb la cara interna plana.

## Distribució i hàbitat
Es troba en les pastures ennevades d'alta muntanya, preferentment en sòls de reacció àcida; a una altitud de 1350-2800 metres a les muntanyes del C i S d'Europa. Muntanyes del N i CW de la península Ibèrica.

## Taxonomia
Plantago alpina va ser descrita per Carl von Linné i publicat en Species Plantarum 1: 114. 1753.
Citologia
Nombre de cromosomes de Plantago alpina (Fam. Plantaginaceae) i tàxons infraespecífics: 2n=21
Etimologia
Plantago: nom genèric que deriva de plantago = molt principalment, nom de diverses espècies del gènere Plantago L. (Plantaginaceae) –relacionat amb la paraula llatina planta, -ae f. = "planta del peu"; per la forma de les fulles, segons diuen–. Així, Ambrosini (1666) ens explica: “És dita Plantago pels autors llatins, vocable que prenen de la planta del peu (a causa de l'amplària de les seves fulles, les quals recorden la planta del peu; i així mateix perquè les fulles tenen línies com fetes amb arada, semblants a les que veiem en la planta del peu)”
alpina: epítet llatí que significa "que es troba a les muntanyes".
Sinonímia
- Arnoglossum alpinum (L.) Gray
- Plantaginella alpina (L.) Fourr.[6]

## Nom comú
- Català: plantatge alpí.
- Castellà: llantén, llantén alpino.[7]